# Keszthely

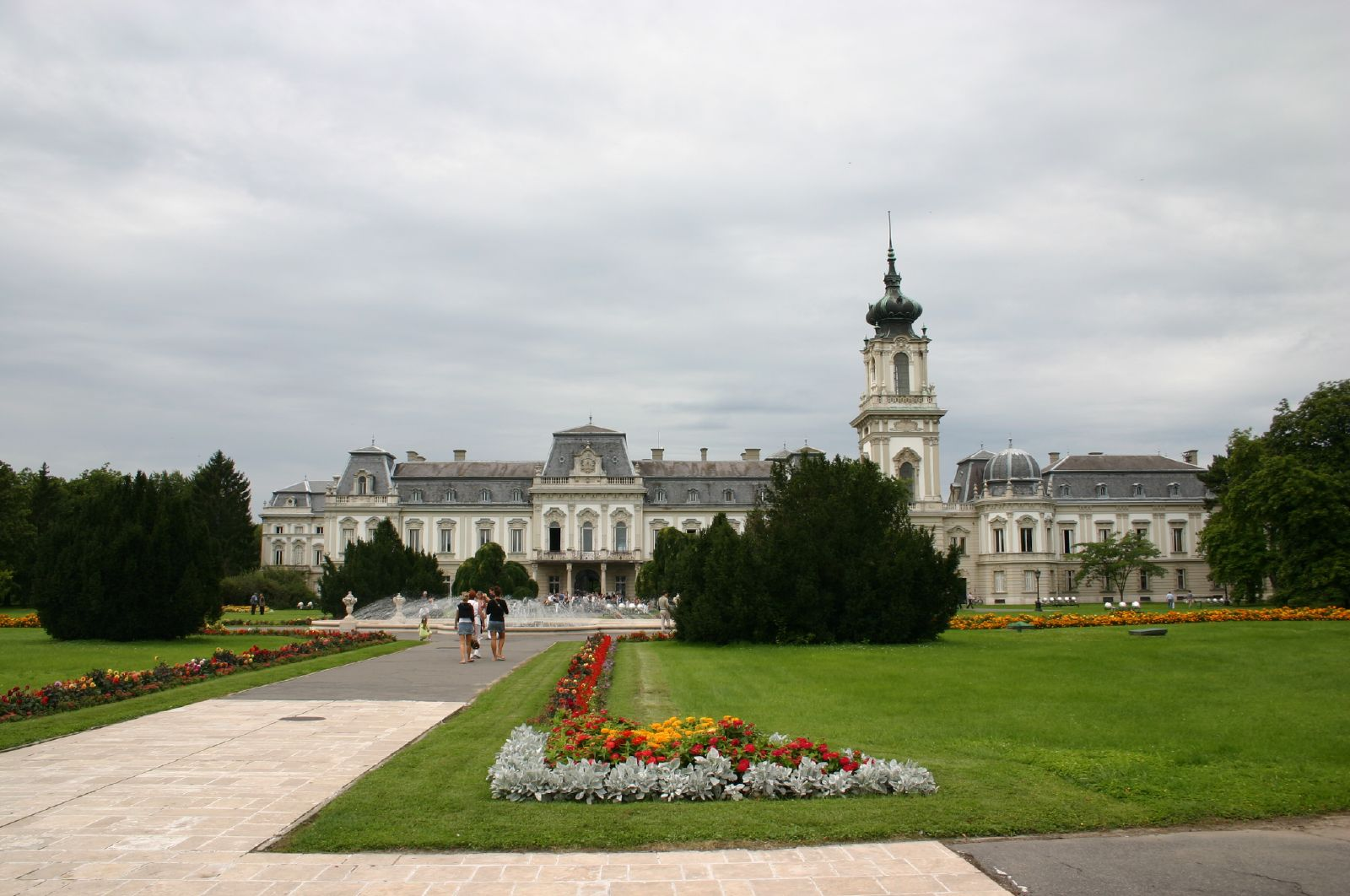
Castello di Festetics

Keszthely (in sloveno Blatenski Kostel, in tedesco Kesthell) è una città dell'Ungheria occidentale che contava 21 201 abitanti nel 2008. È situata nella contea di Zala, e si affaccia sulla parte occidentale del lago Balaton.
La cittadina è famosa archeologicamente e storicamente per avere dato nome alla cultura di Keszthely, sviluppatasi dopo la fine dell'impero romano d'occidente e fino all'arrivo dei Magiari nel X secolo. Il suo nome viene dalla lingua romanza di Pannonia con il significato di "castello" ("Caestei" in detta lingua, estintasi prima dell'anno 1000).

## Amministrazione

### Gemellaggi
Keszthely è gemellata con:
- Levoča, Slovacchia
- Stary Sącz, Polonia
- Łańcut, Polonia
- Piwniczna, Polonia
- Jędrzejów, Polonia
- Pirano, Slovenia
- Boppard, Germania
- Hof van Twente, Paesi Bassi
- Litomyšl, Repubblica Ceca
- Turnov, Repubblica Ceca
- Alanya, Turchia